# Peter Benary
Peter Benary (* 17. September 1931 in Erfurt; † 27. September 2015 in Luzern) war ein Schweizer Musikwissenschaftler und Komponist.

## Leben
Peter Benary studierte an der Musikhochschule Weimar Komposition (bei Johann Cilenšek), Klavier (bei Horst Liebrecht) und Chorleitung sowie an der Universität Jena Musikwissenschaft und Deutsche Literatur. 1956 wurde er dort bei Heinrich Besseler mit einer Dissertation über Die deutsche Kompositionslehre des 18. Jahrhunderts im Fach Musikwissenschaft promoviert. Nach politisch bedingter Flucht aus der DDR war er von 1958 bis 1961 als Musiklehrer in St. Gallen tätig. Danach unterrichtete er bis 1998 am Konservatorium Luzern Musiktheorie, Musikgeschichte, Analyse und Kammermusik. Im Studienjahr 1963/64 lehrte er außerdem die Fächer Generalbass, Kontrapunkt mit Gehörbildung, Formenlehre und Gregorianischer Choral an der Schola Cantorum Basiliensis.
Seine musikwissenschaftlichen Publikationen gelten vor allem dem 18. Jahrhundert, Anton Bruckner, der Werkanalyse und der musikalischen Metrik. Sein kompositorisches Schaffen umfasst Sinfonik, ein Ballett, Kammer-, Klavier-, Orgel- und Chormusik. Benarys Werke sind stilistisch keiner bestimmten Musikrichtung verpflichtet; sie wurden mit mehreren nationalen und internationalen Preisen ausgezeichnet. Benary verfasste mehrere Sendereihen für das Schweizer Radio. 1987 wurde ihm der Kunst- und Kulturpreis der Stadt Luzern verliehen.
Peter Benary war ein Urenkel des Gartenbauunternehmers Ernst Benary und der Bruder von Arne Benary.

## Schriften (Auswahl)
- Anton Bruckner (= Musikbücherei für Jedermann, Nr. 13). Leipzig: Breitkopf & Härtel 1956.
- Die deutsche Kompositionslehre des 18. Jahrhunderts. Anhang: Johann Adolph Scheibe: Compendium Musices (= Jenaer Beiträge zur Musikforschung, Bd. 3). Leipzig: VEB Breitkopf & Härtel 1961.
- Rhythmik und Metrik. Eine praktische Anleitung (= Theoretica, Bd. 7). Köln: Gerig 1967, 2. Auflage 1973. ISBN 3-87252-047-4.
- Leise – aber deutlich. 100 Splitter und Balken zu Geschichte, Praxis und Theorie der Musik. Aarau: Musikedition Nepomuk 1994, ISBN 3-907117-06-9.
- Musik und Zahl: Von 1 bis 12. Eine musikalische Zahlenkunde. Aarau: HSB Nepomuk 2001, ISBN 978-3-9071-1713-2.
- J. S. Bachs Wohltemperiertes Klavier: Text, Analyse, Wiedergabe. Aarau: HSB Nepomuk, ISBN 3-907117-18-2. Leipzig: Breitkopf & Härtel 2005, ISBN 978-3-7651-9916-5.
- Klangrede und Wortlaut. Zum Verhältnis von Musik und Sprache (= Publikationen der Musikhochschule Luzern). Zürich: Chronos-Verlag 2006, ISBN 978-3-0340-0796-2.

## Kompositionen (Auswahl)
- Concertino für Klavier und Streichorchester (1989). Aarau: Nepomuk 1990
- Kammerkonzert für Flöte, Viola, Horn und kleines Orchester (Streicher, Harfe, Schlagzeug, 1996–1997). Ms.
- Septett für Klarinette, Horn, Fagott, Violine, Viola, Violoncello und Klavier (2001). Ms.
- Stufen. Kantate für gemischten Chor, Kinderchor, Männerchor, 5 Blechbläser, Streichorchester, Klavier und Schlagzeug (1997)